# 1869 în literatură
Anul 1869 în literatură a implicat o serie de noi cărți semnificative. 

## Cărți noi
- Louisa May Alcott - Good Wives
- Thomas Bailey Aldrich - The Story of a Bad Boy
- R M Ballantyne -Erling the Bold
- Horatio Alger, Jr. - Luck and Pluck
- R. D. Blackmore - Lorna Doone
- Alexandre Dumas, tatăl - The Knight of Sainte-Hermine
- Gustave Flaubert - Sentimental Education
- Émile Gaboriau - Monsieur Lecoq
- Ivan Goncharov - The Precipice
- Edmond de Goncourt & Jules de Goncourt -Madame Gervaisais
- Victor Hugo - L'Homme Qui Rit
- Sheridan Le Fanu - The Wyvern Mystery
- Joaquim Manuel de Macedo - A Luneta Mágica
- Hector Malot - Romain Kalbris
- Charles Reade - Foul Play
- Hesba Stretton - Alone in London
- Lev Tolstoi - Război și pace
- Mark Twain - Innocents Abroad
- Charlotte Mary Yonge - The Chaplet of Pearls